# 友邻水库
友邻水库是中国辽宁省锦州市黑山县境内的一座水库，位于东沙河最上游，建于1958年。水库正常库容为1110万立方米，集雨面积为405平方千米，海拔为83米。